# Alan Henderson
Alan Lybrooks Henderson (ur. 2 grudnia 1972 w Morgantown) – amerykański koszykarz, skrzydłowy, laureat nagrody dla zawodnika, który poczynił największy postęp.
W 1991 wystąpił w meczu gwiazd amerykańskich szkół średnich - McDonald’s All-American.

## Osiągnięcia
Na podstawie, o ile nie zaznaczono inaczej.
NCAA
- Uczestnik rozgrywek:
  - NCAA Final Four (1992)
  - Elite 8 turnieju NCAA (1992, 1993)
  - Sweet 16 turnieju NCAA (1992–1994)
  - turnieju NCAA (1992–1995)
- Mistrz:
  - turnieju konferencji Big Ten (1992–1995)
  - sezonu regularnego Big Ten (1991, 1993)
- Wybrany do:
  - I składu All-Big Ten (1995 – przez trenerów)
  - III składu:
    - All-American (1995 – NABC)
    - All-Big Ten (1993 – przez media)

NBA
- Zdobywca nagrody dla zawodnika, który poczynił największy postęp – NBA Most Improved Player Award (1998)[1]
- Uczestnik NBA Rookie Challenge (1996)

Reprezentacja
- Brązowy medalista Igrzysk Dobrej Woli (1994)[4]